# Quinze ans plus tard
La Pension Velder
Quinze ans plus tard est un téléroman québécois en 38 épisodes de 25 minutes scénarisé par Robert Choquette et diffusé du 12 septembre 1976 au 29 mai 1977 à la télévision de Radio-Canada.

## Synopsis
Cette série se veut une suite de La Pension Velder, série télévisée québécoise du début des années 60. « Quinze ans plus tard, quinze ans trop tard! », écrit alors un commentateur, malheureusement avec raison puisque Quinze ans plus tard ne vit qu'une seule année.

## Fiche technique
- Scénarisation : Robert Choquette
- Réalisation : Louis Bédard
- Société de production : Société Radio-Canada

## Distribution
- Ovila Légaré : Jean-Baptiste Latour
- Michel Noël : Philidor Papineau
- Françoise Faucher : Élise Velder-Latour
- Gérard Poirier : Marcel Latour
- Jean Perraud : Olivier Latour
- Diane Arcand : Dodo Latour
- Jacqueline Plouffe : Florence Papineau
- Andrée Cousineau : Mireille Papineau
- André Lacoste : Jean-Guy Papineau
- Katerine Mousseau : Christine Latour
- Jeanne Quintal : Mina Latour
- Maurice Beaupré : M. Fréchette
- Rita Bibeau : Carmen Michaud
- Rolland Bédard : Albert Robidoux
- Yvan Canuel : Eugène Bérard
- Jacinthe Chaussé : Valérie
- Gilles Cloutier : Détective Meunier
- Christiane Delisle : Simone Robitaille
- Robert Desroches : M. Dumesnil
- Denis Drouin : Bibi Côté
- Anne-Marie Ducharme : Mme Lapierre
- Bertrand Gagnon : Gaston Leclerc
- Pat Gagnon : Alphonse
- Marcel Gauthier : Bruno Fournier
- Marie-Michèle Groleau : Isabelle Thériault
- Juliette Huot : Vénérance Robidoux
- Monique Joly : Gaétane Mathieu
- Robert Lalonde : Camille Arsenault
- Jean-Marie Lemieux : Roméo Giasson
- Yvon Leroux : M. Dufresne
- Danielle Manseau : Francine
- Bondfield Marcoux : Détective Lacombe
- Thérèse Morange : Mlle Dumont
- Jean-René Ouellet : Sergent Paquette
- Gilles Pellerin : Pierrot Picotte
- Anne-Marie Provencher : Ghislaine
- Yolande Roy : Gilberte Lemire
- Raymond Royer : Charles Lemire
- Louise Rémy : Rita Fournier
- Olivette Thibault : Thérèse Leclerc
- Jacques Tourangeau : M. Bélanger
- Pierre Beaudry : Serveur
- Thomas Guité : Petit garçon
- Jean-Claude Meunier : Fleuriste
- Francine Ruel : Serveuse